# Taksin

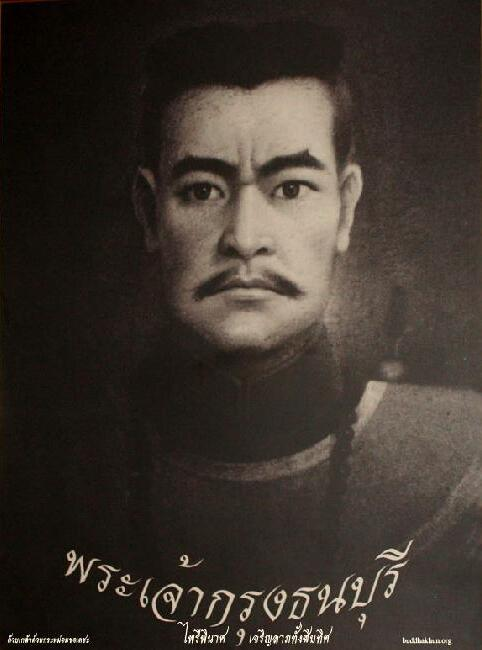
Porträt Taksins nach der Zeichnung eines französischen Priesters, 1767

Taksin der Große (thailändisch ตากสินมหาราช - Taksin Maharatⓘ; in der thailändischen Geschichtsschreibung: Somdet Phrachao Krung Thonburi („König von Thonburi“); * 17. April 1734 in Ayutthaya; † 6. April 1782 in Thonburi), war König von Siam (Thailand) nach dem Ende des Königreichs von Ayutthaya 1767 bis zum Beginn der Chakri-Dynastie.

## Name
Wie bei hochgestellten Personen im alten Siam üblich, änderte sich der Name Taksins im Verlauf seines Lebens bei der Übernahme neuer Positionen mehrfach. Auch postum wurde er mit verschiedenen Namen und Titeln bezeichnet. Sein bürgerlicher Name war Sin, Nachnamen existierten zur damaligen Zeit in Siam nicht. Mit der Übernahme des Gouverneursposten in der Provinz Tak bekam er den Titel Phraya Tak. Unter diesem Titel wurde er bekannt und manchmal zur Unterscheidung um seinen individuellen Namen ergänzt, also Phraya Tak (Sin). In älteren westlichen Quellen, die mit den siamesischen Namenskonventionen nicht vertraut waren, wurde er später, als König, auch als Phraya/Phya/Phaya Tak bzw. Phyatak bezeichnet. Während der Wirren des Krieges, der zum Untergang von Ayutthaya führte, war er vermutlich kurzzeitig Gouverneur von Kamphaeng Phet, einige Quellen führen ihn daher auch als Phraya Kamphaengphet.
Bei seiner Thronbesteigung nahm er, wie zuvor die Könige Ayutthayas, einen sehr langen, Glück verheißenden und den Machtanspruch manifestierenden Titel an, in dem mehrere Elemente aus den Namen früherer Könige enthalten sind, um sich Kontinuität und Legitimität abzuleiten: Phra Si Sanphet Borom Thammikaratchathirat Borommachakkraphat usw. („dharmischer König der Könige“, „erhabener Weltenherrscher“). In verschiedenen siamesischen Königschroniken wird er u. a. als König Ekathotsarot oder als Borommaracha IV. bezeichnet. In aktuellen thailändischen Geschichtswerken heißt er Somdet Phrachao Krung Thonburi (สมเด็จพระเจ้ากรุงธนบุรี, „König von Thonburi“), weil er der einzige Herrscher war, der von dieser Hauptstadt aus regierte. In der Bevölkerung hat sich jedoch der Name Phrachao Taksin (พระเจ้าตากสิน) eingebürgert. Seit einem Kabinettsbeschluss von 1981 trägt er den Beinamen Maharat (มหาราช, „der Große“).

## Frühe Jahre
Taksin wurde als Sohn eines chinesischen Einwanderers mit Namen Hai Hong (Thai: ไหฮอง) und der Siamesin Nok-Iang (Thai: นกเอี้ยง) in Ayutthaya geboren. Hai Hong, der wahrscheinlich aus Chaozhou (Teochiu) stammte, war recht wohlhabend. Er durfte in der Hauptstadt Spielhallen betreiben, wofür er der Regierung Steuern zahlen musste, und trug den Titel Khun Phat Nai-Akon.
Taksin wurde noch als Kleinkind vom Chaophraya Chakri, dem Vorsteher des Mahatthai (Ministerium der Nordprovinzen), adoptiert. Einer Legende zufolge fiel diesem auf, dass seitdem seine finanziellen Transaktionen von besonderem Erfolg gekrönt waren. Daher nannte er den Jungen Sin (etwa: Wohlstand). Mit sieben Jahren wurde Sin der Tradition folgend Novize in einem buddhistischen Kloster. Nachdem Sin das Kloster verlassen hatte, trat er als Page in den Dienst des Königs. Im Alter von 20 ließ er sich als Mönch erneut im Kloster Wat Kosawat ordinieren. Dort studierte er volle drei Jahre lang die heiligen Schriften sowie die Pali-Sprache. Einer weiteren Legende zufolge traf er im Kloster den jungen Thong Duang (den späteren König Phra Phutthayotfa Chulalok (Rama I.). Beiden wurde von einem chinesischen Wahrsager späteres Königtum prophezeit, was beide jedoch nicht ernst nahmen. Nach den drei Jahren kehrte Sin an den Hof König Borommakots zurück, wo er Assistent im Mahatthai-Ministerium wurde.

## Gouverneur und Truppenführer
Nach dem Tod von König Borommakot machte Sin unter der Herrschaft König Ekathats Karriere in Verwaltung und Militär. Er wurde 1760 Vizegouverneur, später Gouverneur der Provinz Tak, was ihm den Namen Taksin einbrachte, sein offizieller Titel war Phraya Tak.
Während des Siamesisch-Birmanischen Kriegs ab 1764 war er General im Heer des Königs von Ayutthaya. Er wird als fähiger und tapferer Militärführer dargestellt, aber auch als impulsiv und eigenwillig. Während der Belagerung Ayutthayas durch die Truppen des birmanischen Königs Hsinbyushin befehligte er ein befestigtes Kloster etwas außerhalb des Stadtgrabens. Dort nutzte er eine günstige Gelegenheit, eine Kanone auf den Feind abzufeuern, ohne dafür die Erlaubnis des Palasts einzuholen, wie es seine Pflicht gewesen wäre. Dafür wurde er vor Gericht gestellt und heftig gemaßregelt.
Ob aus Abscheu vor einer Führung, die hergebrachte Regeln über militärischen Nutzen stellte, oder aus der Erkenntnis, dass Ayutthaya nicht zu halten war, entzog sich Taksin mit den ihm unterstellten Truppen im November 1766 seinen Vorgesetzten und besetzte eine Festung in der Nähe der Hauptstadt. Als im Januar 1767 ein großes Feuer in Ayutthaya ausbrach, verließ er das Schlachtfeld ganz und durchbrach mit einer Truppe von etwa 1000 Mann den birmanischen Belagerungsring, um nach Südosten zu ziehen. Kurze Zeit später nahmen die Birmanen die Hauptstadt ein und zerstörten sie vollständig. Der König starb oder verschwand. Siam lag am Boden, Chaos und Anarchie herrschten im Land, Untergangsstimmung breitete sich aus.
Wie Taksin selbst war ein Großteil seiner Einheit dem Geschichtsschreiber Prinz Damrong Rajanubhab zufolge chinesischstämmig. Ihr ethnischer Hintergrund mag auch ein Grund für ihre Bewegungsrichtung gewesen sein: An der östlichen Golfküste siedelten viele Chinesen. Sie zogen nach Chon Buri und weiter nach Rayong. Dort hielt Taksin eine Versammlung ab, auf der er sich angesichts der aufgelösten Staatsordnung in Ayutthaya zum Oberhaupt (chao) aus eigenem Recht ausrufen ließ. Er vergab selbst feudale Titel an örtliche Dorfoberhäupter, ein Recht, das eigentlich dem König zukam. Im Juni 1767 eroberte Taksins Armee Chanthaburi, dessen Provinzgouverneur sich gegen ihn gestellt hatte, wahrscheinlich weil er eigene Ambitionen verfolgte. Dadurch kontrollierte er die gesamte Ostküste mit mehreren kleineren Häfen und dazugehörigen Schiffen.
Im Oktober 1767 – sechs Monate nach dem Fall Ayutthayas – stieß er mit seiner Armee nach Westen, in die damals noch birmanisch besetzte zentralthailändische Ebene vor. Er nahm die Festung Thonburi ein und ließ den von Birma eingesetzten Kommandanten hinrichten. Die Nachricht davon alarmierte das Hauptquartier der birmanischen Besatzungstruppen bei Ayutthaya. Die Hauptarmee war aber bereits nach Birma zurückgekehrt, nur wenige tausend Mann waren zur Besatzung zurückgeblieben. Den gegen ihn entsandten Truppen trat Taksin entgegen, gewann die ersten kleineren Gefechte und überrannte schließlich die birmanische Garnison. Die dieser unterstellten siamesischen Truppen liefen dabei möglicherweise zu Taksin über. Die Befreiung der alten Hauptstadt hatte mehr symbolischen Wert, verstärkte auch das Charisma, mit dem Taksin seine Ziele zu erreichen vermochte.

## Reichsgründer

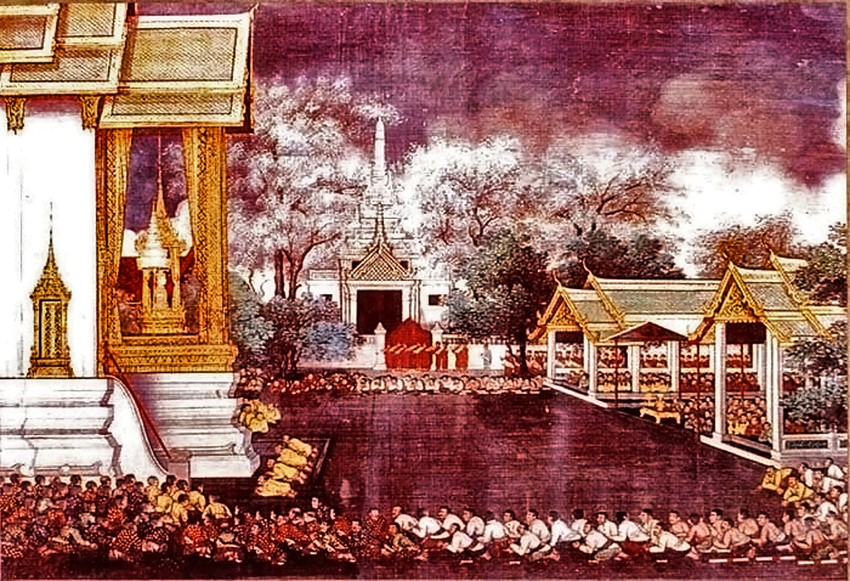
Zeitgenössische Darstellung der Thronbesteigung Taksins

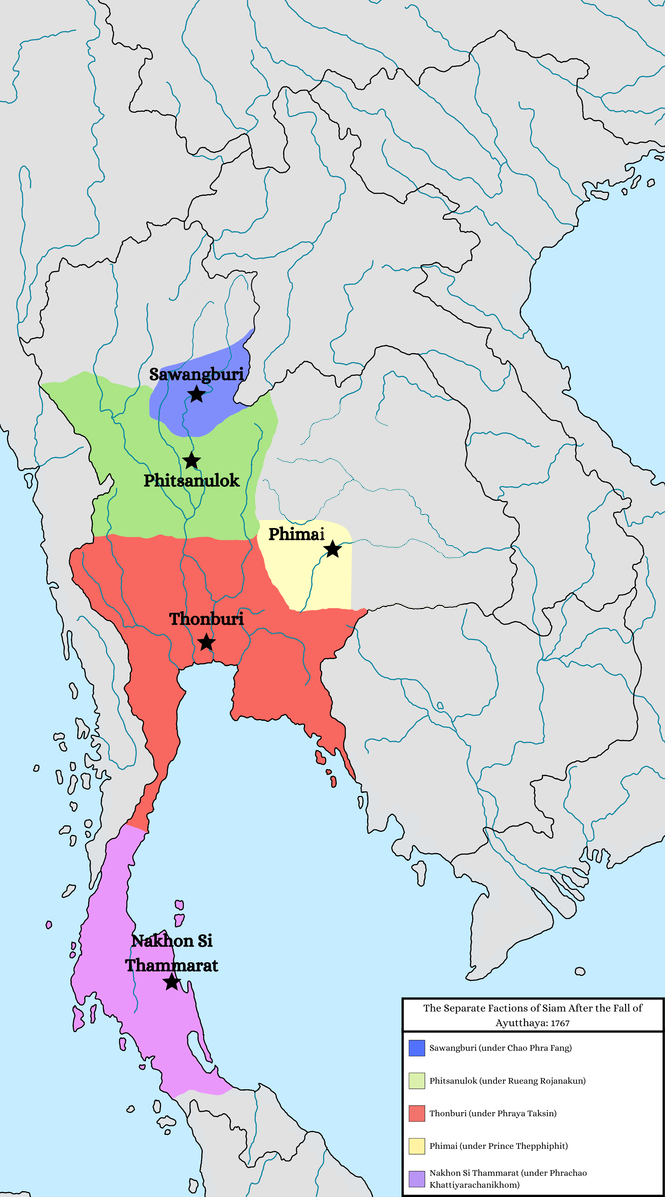
Siam nach dem Zerfall des Königreichs Ayutthaya 1767: Von Taksin beherrschtes Gebiet in Zentral- und Ostthailand (rot)

Taksin ließ Ayutthaya aber nicht wiederaufbauen, sondern erwählte die kleine Festungsstadt Thonburi (heute ein Teil von Bangkok) am westlichen Ufer des Mae Nam Chao Phraya (Chao-Phraya-Fluss) zur neuen Hauptstadt. Der Legende nach hatte er einen Traum, in dem ihm frühere Könige Ayutthayas erschienen und ihn aus der alten Königsstadt vertrieben. Es gab aber auch rationale Gründe: Die Stadtbefestigung von Ayutthaya war zerstört, es wäre sehr aufwändig gewesen und hätte möglicherweise zu lange gedauert, sie wiederaufzubauen, um einen potentiellen neuen Angriff Birmas abzuwehren. Auch waren die Reisfelder rund um die alte Hauptstadt während des Kriegs verwüstet oder zumindest nicht bestellt worden, was die Versorgung erschwert hätte. Die Mauern Thonburis waren hingegen intakt, es lag strategisch günstig und umgeben von Städten, die ebenfalls unter Kontrolle Taksins und seiner Verbündeter standen. Zudem war Taksin damals nur einer unter mehreren rivalisierenden Kriegsfürsten und konnte noch gar nicht wissen, dass er sich als König ganz Siams durchsetzen würde. Praktische und strategische Erwägungen mögen daher wichtiger gewesen sein als symbolische Verbindung zur Vergangenheit.
Trotz der Verlegung der Hauptstadt war er um Kontinuität mit dem alten Reich bemüht: Er ließ König Ekathat feierlich einäschern, was während der Kriegswirren unterblieben war. Außerdem heiratete Taksin vier Hofdamen des alten Königreichs, Töchter hochrangiger Aristokraten, um sich mit der alten Elite zu verbinden. Taksins Berater überzeugten ihn schließlich, dass das Volk, das Militär und die Beamtenschaft ihn als König wünschten und er ließ sich am 28. Dezember 1767 krönen.
Dem zeitgenössischen französischen Historiker François-Henri Turpin zufolge stützte Taksin seinen Herrschaftsanspruch in erster Linie auf seine Wohltätigkeit:

„Es war unter diesen unglücklichen Umständen [des Hungers und der Seuche], dass [Taksin] seinen mitfühlenden Charakter entwickelte. Die Armen mussten nicht lange im Mangel verharren. Die Staatskasse, gewöhnlich für die Erhaltung von Luxus gebraucht, wurde für die Linderung der Notleidenden geöffnet. Das Ausland lieferte gegen Geld die Produkte, die der Boden des eigenen Landes nicht hergegeben hatte. Es waren seine großzügigen Gaben, durch die der Usurpator den Anspruch auf seine Herrschaft rechtfertigte. Verstöße wurden bestraft und die Sicherheit wiederhergestellt.“

Das frühere Gebiet Siams war jedoch nach dem Untergang der Hauptstadt in eine Vielzahl kleinerer Staaten und Herrschaften zersplittert. Fürstentümer, die als Vasallen von Ayutthaya abhängig gewesen waren, wie Nakhon Si Thammarat, machten sich selbstständig. Sowohl der Gouverneur von Phitsanulok, als auch ein Sohn des früheren Königs Borommakot, der Nakhon Ratchasima (Korat) kontrollierte, erklärten sich zu Königen (als Vasallen Birmas). Um Fang in der heutigen Provinz Uttaradit bildete sich eine Art „Mönchsrepublik“. Die dortigen Mönche hatten entgegen ihrem religiösen Gelübde politische und militärische Ambitionen und nahmen 1768 Phitsanulok ein.
Im gleichen Jahr marschierte Taksin in Korat ein und gewann damit auch die Kontrolle über die Umgebung. Im Jahr darauf nahm er Nakhon Si Thammarat ein. Die nordmalaiischen Sultanate, einschließlich Patani, sandten 1769 Tribut an Thonburi. 1773 setzte er in Kambodscha den exilierten König Ang Non II. wieder ein, der Taksin als Oberherrn anerkannte. 1774 fielen die Königreiche von Lan Na (heutiges Nordthailand) und Luang Phrabang (heutiges Nordlaos) von Birma ab und begaben sich unter den Schutz von Taksin. Chiang Mai und Nan wurden nach und nach den Birmanen entrissen.
Die innere Ordnung setzte Taksin in all dem Chaos mit harter Hand durch. Strengste Strafen auch bei kleineren Vergehen waren an der Tagesordnung. Bereits weniger als zwei Jahre nach der Thronbesteigung klagte er zwei seiner Gattinnen an, ihn mit anderen Männern betrogen zu haben. Er ließ sie öffentlich vergewaltigen, bevor ihnen Arme und Köpfe abgeschlagen wurden. Da Taksin sich nicht auf alte Herrschaftsstrukturen oder eine einflussreiche Familie stützen konnte, machte er sich viele gefährliche Feinde. Aber er fand auch brillante Helfer, so u. a. die Brüder Thong Duang und Surasi, die ihm ab etwa 1770 als Militärführer dienten. Nachdem er einen erneuten Aufstand in Korat niedergeschlagen hatte, wurde Thong Duang 1775 mit dem Adelstitel Chaophraya Chakri belehnt (er ist der spätere Begründer der Chakri-Dynastie).

## Sicherung des Reiches und Eroberungen
Taksin befand sich in einer ähnlichen Lage, wie zwei Jahrhunderte zuvor der große König Naresuan, der das Land aus der Abhängigkeit von den Birmanen löste und das Reich Ayutthaya nicht nur wiederherstellte, sondern sogar noch erweiterte. Dies war auch das Ziel von Taksin, soweit dies aus seinen Handlungen abzulesen ist. Birma hielt große Gebiete Südostasiens unter seiner Gewalt und stellte durch diese Umklammerung eine große Gefahr für Taksins Reich dar.
Taksin ging noch weiter, als es Naresuan getan hatte. 1777 eroberten Taksins Generäle das Königreich Champasak im südlichen Laos, im Jahr darauf Vientiane, das den Birmanen die Treue gehalten hatte. Bis zur Abtretung an Frankreich im Jahr 1893 blieben die Lao-Staaten Vasallen Siams. Eines der Beutestücke aus dieser Zeit ist der berühmte Smaragd-Buddha (heute im Wat Phra Kaeo in Bangkok). Hunderte laotische Familien wurden als Arbeitskräfte in die zentralthailändische Tiefebene verschleppt. Auch Kambodscha blieb nicht ruhig, und so mussten die beiden Generäle Chaophraya Chakri und Surasi 1781 wieder mit der Beruhigung der Lage betraut werden.

## Psychische Veränderungen und Verurteilung
In dieser Zeit machten sich starke Persönlichkeitsveränderungen bei Taksin bemerkbar. Er widmete sich exzessiv der Meditation. Den Aufzeichnungen des Forschungsreisenden Johann Gerhard König aus dem Jahr 1778 zufolge hoffte er, so ein Gott zu werden und durch die Luft fliegen zu können. Der König beanspruchte, ein Sotāpanna (Thai sodaban, „Stromeingetretener“) zu sein, d. h. einer, der die erste Stufe auf dem Weg zur Erleuchtung erreicht hat. Zwei Mönche bestätigten ihn in der Annahme, seine besonderen Leistungen und Fertigkeiten würden belegen, dass er diesen Status erreicht habe. Als solcher nahm er in Anspruch, in der religiösen Hierarchie über (einfachen) Mönchen zu stehen, auch wenn er ein Laie war. Er zwang daher Mönche, sich vor ihm zu verneigen, was zuvor nicht üblich war (nach theravada-buddhistischer Vorstellung verkörpert jeder einzelne Mönch den heiligen Sangha und muss sich vor keinem noch so hochrangigen Laien verneigen, nicht einmal vor dem König). Ein Großteil des etablierten Klerus lehnte das jedoch ab. Widerspenstige ließ er auspeitschen, auch Mönche und Hofangehörige. Auf diese Weise machte er sich einen wichtigen Teil des Klerus und der Aristokratie zum Feind. Anders als in vielen Darstellungen der siamesischen Geschichte behauptet, ging es aber nicht darum, dass Taksin sich als Gott, neuer Buddha oder Bodhisattva hätte verehren lassen.
Taksin wird als zunehmend paranoid dargestellt. Der französische Missionar Jean-Joseph Descourvières bezeichnete ihn etwas euphemistisch als plus que demi-fou („mehr als halbverrückt“). Seine Furcht vor Verschwörungen gegen ihn war allerdings nicht ganz unberechtigt – es gab tatsächlich Unzufriedenheit in Kreisen der traditionellen Aristokratie (der er selbst nie angehört hatte) und vermutlich auch Pläne, ihn zu entmachten. Als Emporkömmling, der innerhalb eines Lebens einen enormen Aufstieg bis zum Herrscher geschafft hatte, war seine eigene Machtbasis dünn. Mit politisch unklugen Entscheidungen und Handlungen hatte er alle maßgeblichen gesellschaftlichen Gruppen gegen sich aufgebracht: Mönche, alteingesessene Familiendynastien, Beamtentum und Kaufleute. Schon bei geringsten Anlässen wurden drakonische Strafen ausgesprochen, er ließ Personen einsperren, auspeitschen und foltern, um sie zum Geständnis von Taten zu bringen, die sie wahrscheinlich gar nicht begangen hatten; die eigenen Familienmitglieder bildeten keine Ausnahme.
Dies führte zu einer Rebellion unter Führung eines Phraya Sankhaburi (Phaya San), der Taksin zwang, abzudanken und sich als Mönch im Wat Chaeng (heute: Wat Arun) ordinieren zu lassen. Die Neuigkeiten aus der Hauptstadt veranlassten Chaophraya Chakri, der bestens mit den mächtigsten Familien des Landes vernetzt war, aus Kambodscha zurückzukehren und die Macht zu übernehmen. Die Rebellen wurden verhaftet und hingerichtet, es wurden aber auch Taksins Vertraute und Verwandte wie sein Sohn Intharaphitak getötet. Taksin wurde aus dem Tempel geholt und vor ein Gericht gestellt. Ihm wurde unter anderem vorgeworfen, den Obersten Mönchspatriarchen misshandelt und Untertanen ohne Gerichtsverfahren verurteilt zu haben. Er wurde schuldig gesprochen.
Am 6., 7. oder 10. April 1782 wurde das Todesurteil an Taksin vollstreckt. Über die Hinrichtungsmethode gibt es widersprüchliche Angaben: Entweder wurde er auf der Festung Wichaiprasit schlicht enthauptet, oder aber nach dem Gesetz zur Hinrichtung von Königspersonen mit Sandelholzkeule (Thai: การสำเร็จโทษด้วยท่อนจันทน์ - Kan Samret Thot duai Thon Chan) aus dem 15. Jahrhundert in einen Samtsack gehüllt und durch einen Schlag mit dem Sandelholzknüppel ins Genick getötet, da königliches Blut nicht vergossen werden durfte. Am selben Tag bestieg Chaophraya Chakri den Thron als König Ramathibodi (später wurde er als Phra Phutthayotfa Chulalok oder Rama I. bezeichnet). Er begründete die noch heute herrschende Chakri-Dynastie.
Den Königlichen Thai-Chroniken zufolge wurde Taksin im Tempel (Wat) von Bang Yi Ruea Tai begraben. Eine Legende besagt, dass anstelle Taksins ein anderer hingerichtet und der abgesetzte König in den Süden des Landes nach Nakhon Si Thammarat gebracht wurde, wo er einer Variante zufolge Mönch wurde, einer anderen zufolge in einem luxuriösen Palast bis 1825 lebte.

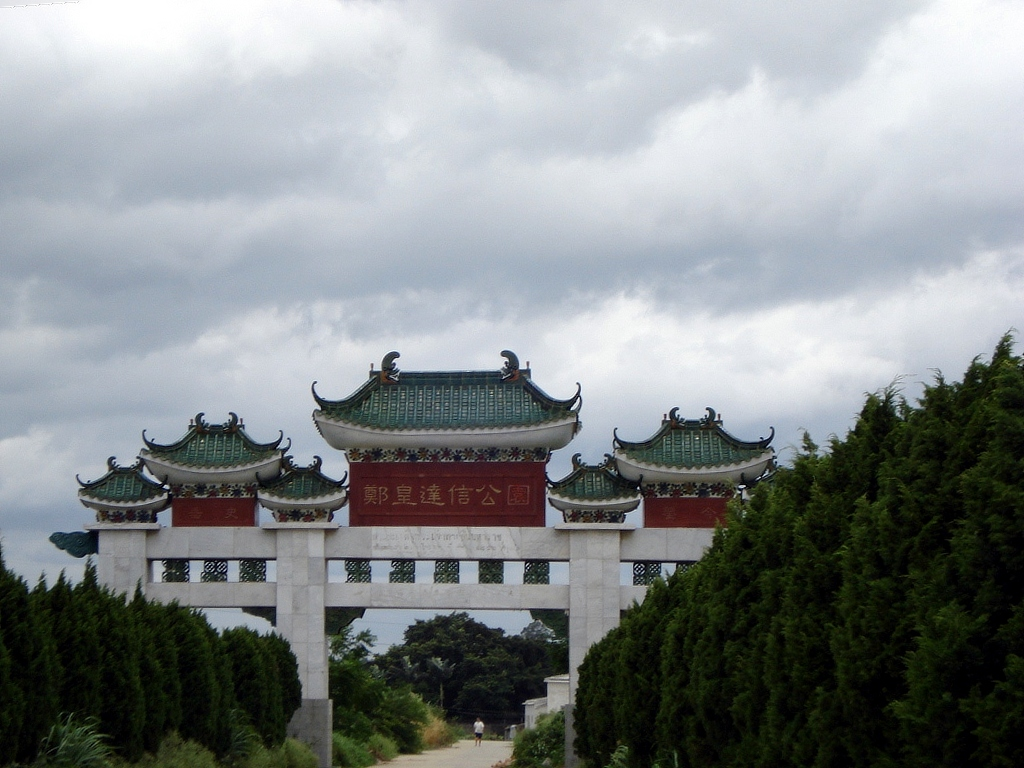
Eingangstor zum Grabmal Taksins in Bezirk Chenghai, Shantou

1784 ließ der neue Herrscher Rama I. eine nachträgliche Beisetzungszeremonie für Taksin abhalten, mit der seine Verdienste um Siam gewürdigt wurden, die er ja zweifellos vorzuweisen hatte.
Im Bezirk Chenghai von Shantou in der südchinesischen Provinz Guangdong, der möglichen Heimat seines Vaters, gibt es ein Grabmal König Taksins, in dem zwar nicht die sterblichen Überreste, aber das (mutmaßliche) Gewand König Taksins aufbewahrt wird.

## Wirkung
Am 27. Oktober 1981 wurde ihm per Kabinettsbeschluss postum der Titel „der Große“ (Maharat) verliehen. Sein Krönungstag, der 28. Dezember, ist ein nationaler Gedenktag, aber kein offizieller Feiertag. Der Nationalpark Taksin Maharat in der Provinz Tak ist nach ihm benannt. Auch stehen zahlreiche Statuen an verschiedenen Orten im Lande, so in Thonburi, Tak und Phitsanulok.

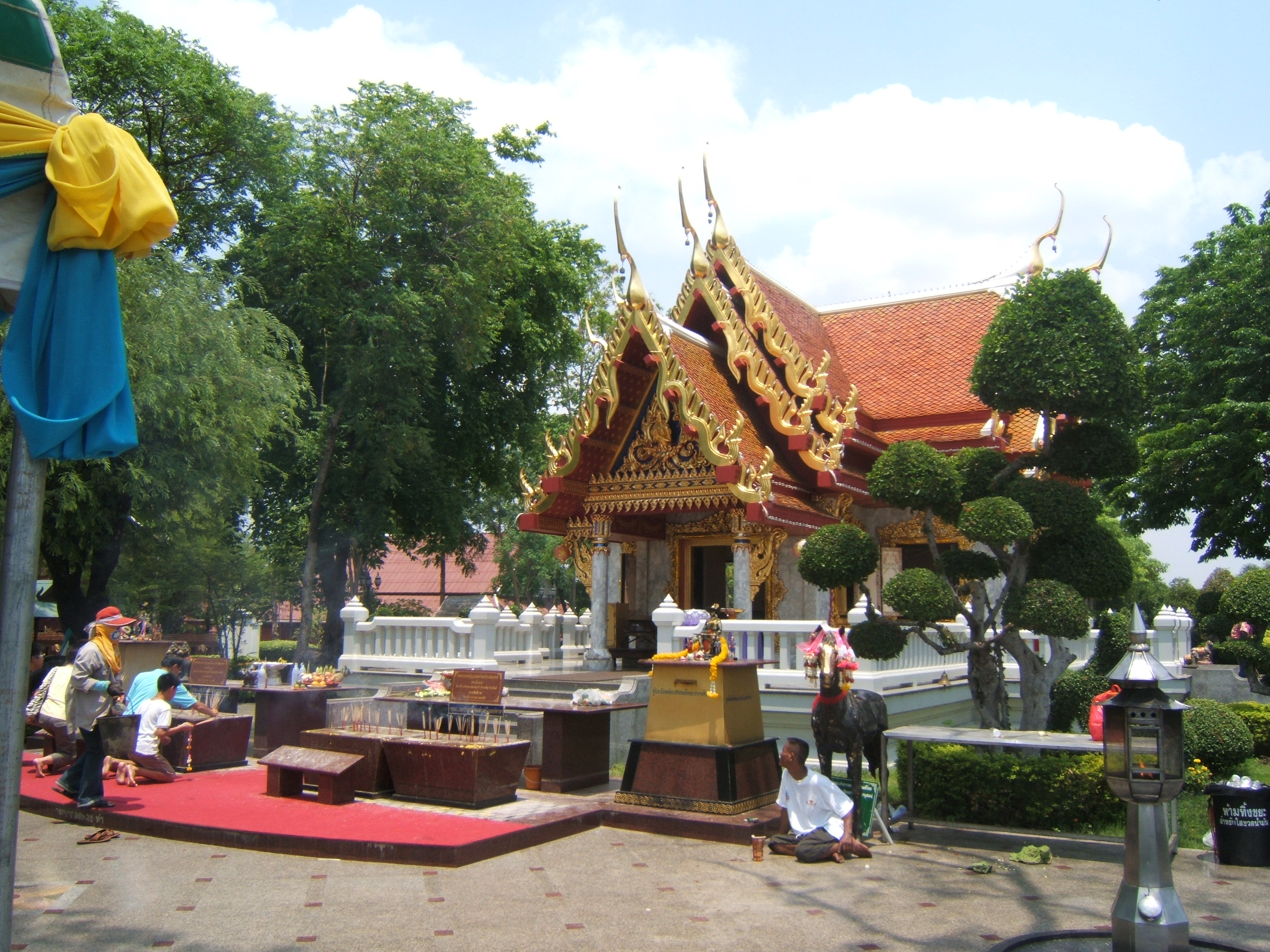
Taksin-Schrein in Tak
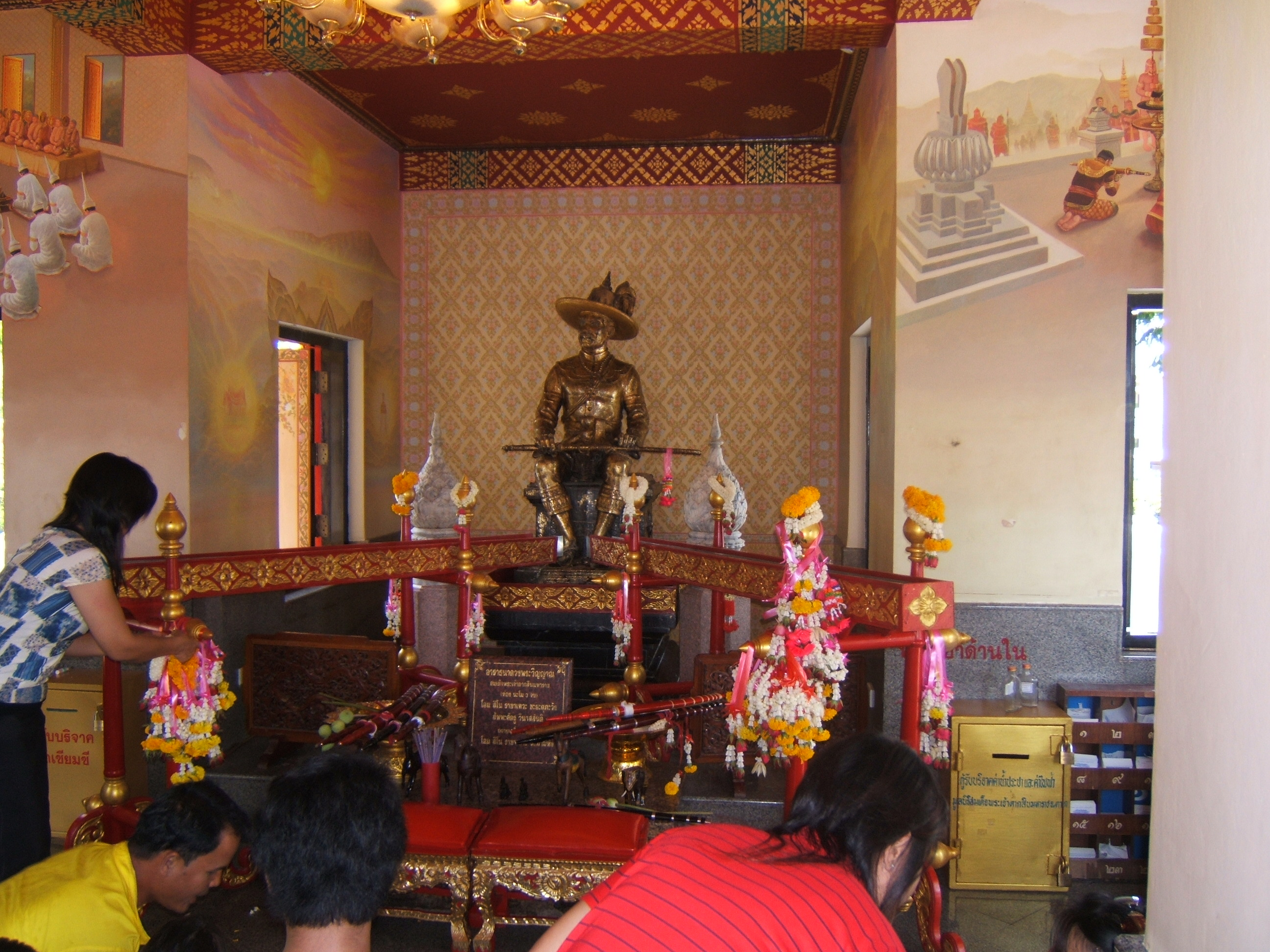
Statue von König Taksin, Tak
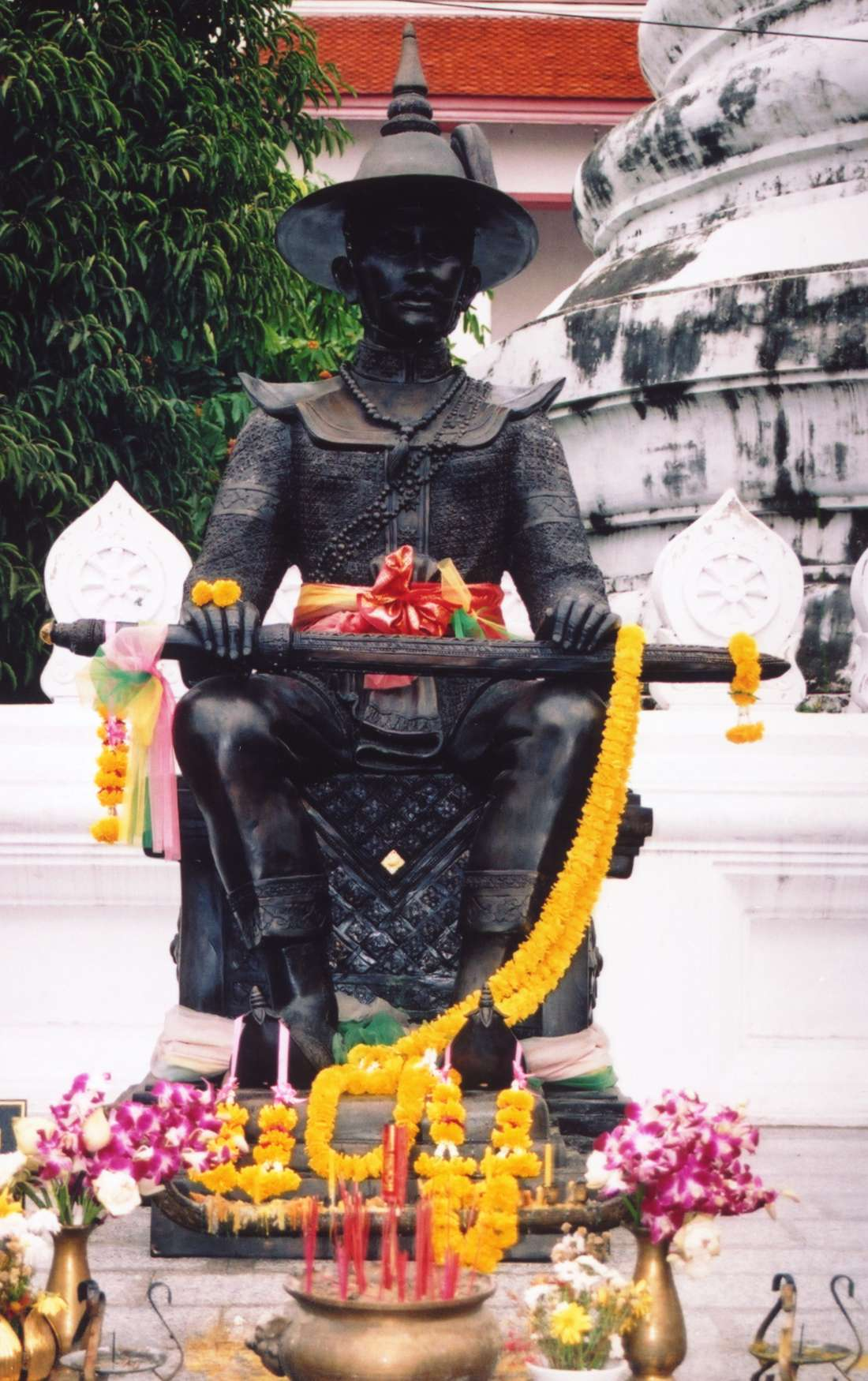
Statue Taksins in Wat Welurachin, Thonburi
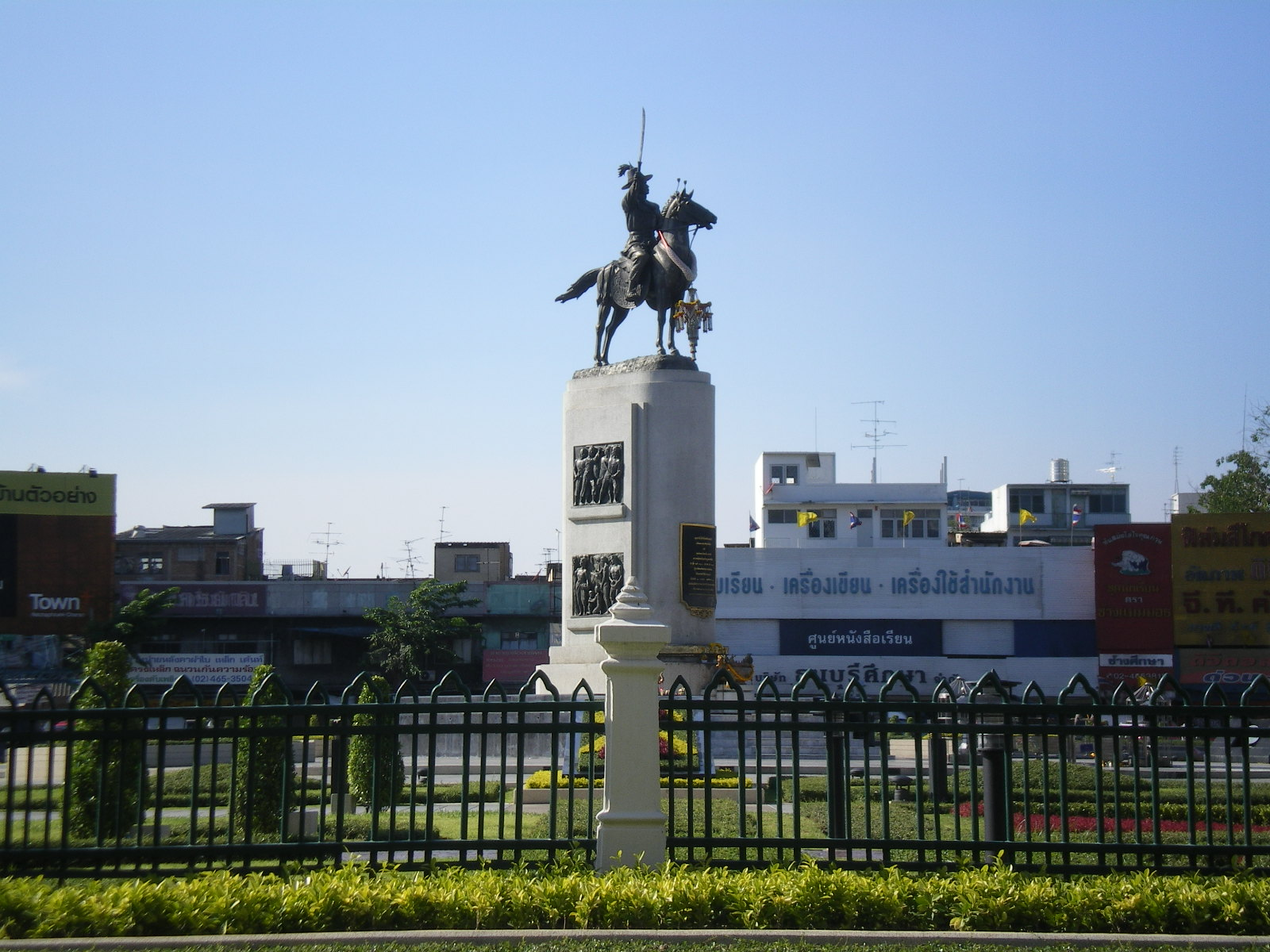
Reiterstandbild am Großen Kreisverkehr (Wongwian Yai) in Thonburi
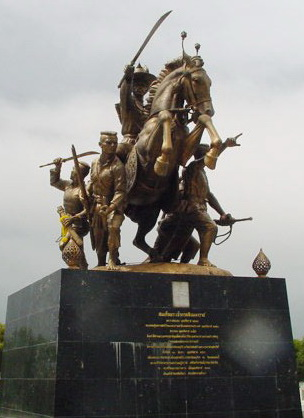
Reiterstandbild in Chanthaburi